# Orville Gibson
Orville Gibson   (Chateaugay, 1 de maig de 1856 - Ogdensburg, 21 d'agost de 1918) va ser un luthier que va fundar la Gibson Guitar Corporation a Kalamazoo, Michigan, el 1902, fabricants de guitarres, mandolines i altres instruments.
Gibson va començar el 1894 en el seu taller casolà en Kalamazoo, Michigan. Sense formació acadèmica, Orville havia creat un nou estil de mandolina i guitarra, amb les tapes tallades i arquejades com la part superior d'un violí. Les seves creacions eren tan diferents que se li va concedir una patent pel seu disseny,
d'altra banda eren més forts i més durables que els instruments amb trasts contemporanis, i els músics molt aviat van començar a fer-li més comandes de les que era capaç de produir al seu taller.
Recolzats en les genials idees d'Orville Gibson, cinc empresaris de Kalamazoo formar el 1902 la Gibson Mandolin Guitar Mfg. Co Ltd Poc temps després que l'empresa comencés la producció, la junta va aprovar una moció perquè a Orville H. Gibson "se li pagués només pel temps real que treballa per a la Companyia." Després d'aquest temps, no hi ha cap indici clar si treballava a temps complet, o com a consultor. Orville Gibson era considerat una mica excèntric i hi ha hagut incògnites sobre alguns anys de la seva vida i de si patia o no algun tipus de malaltia mental.
A partir de 1908, Orville Gibson va rebre un salari de $500 de Gibson Mandolin Guitar Mfg. Co, Ltd, (equivalent a 20.000 dòlars a l'any en termes moderns). Va estar ingressat cert nombre de vegades en hospitals entre 1907 i 1911. El 1916, va ser hospitalitzat de nou, i va morir 21 ago 1918 a San Lorenzo State Hospital, un centre psiquiàtric de Ogdensburg, Nova York. Gibson està enterrat al cementiri de Morningside Malone, Nova York.

## Nota
1. ↑   Mandolin.
2. ↑  Guitar Player(Magazine)9/1/1994, Chris Gill
3. ↑  Siminoff, Roger. «Orville H. Gibson, 1856-1918». [Consulta: 17 març 2009]. «Còpia arxivada». Arxivat de l'original el 2011-02-25. [Consulta: 18 abril 2011].
4. ↑  Orville H. Gibson (1885 - 1918) - Find A Grave Memorial at www.findagrave.com